# Lombard Street (Londra)
Lombard Street è una strada della Città di Londra, nota per i suoi legami, risalenti al Medioevo, con i mercanti, i banchieri e gli assicuratori della City. Viene perciò spesso paragonata a Wall Street a New York.

## Descrizione
La strada inizia a "Bank junction", lo slargo dove nove strade convergono davanti alla sede della Bank of England; Lombard Street va in direzione sudest per un breve tratto per poi svoltare a sinistra in direzione est. La strada termina all'incrocio con Gracechurch Street e Fenchurch Street.
Il breve tratto in direzione sudest è largo e a doppio senso di marcia, mentre la porzione in direzione est ha mantenuto l'impianto medievale: è stretta e a senso unico.
Le traverse di Lombard Street vanno verso Cornhill a nord e verso Cannon Street a sud.

## Storia

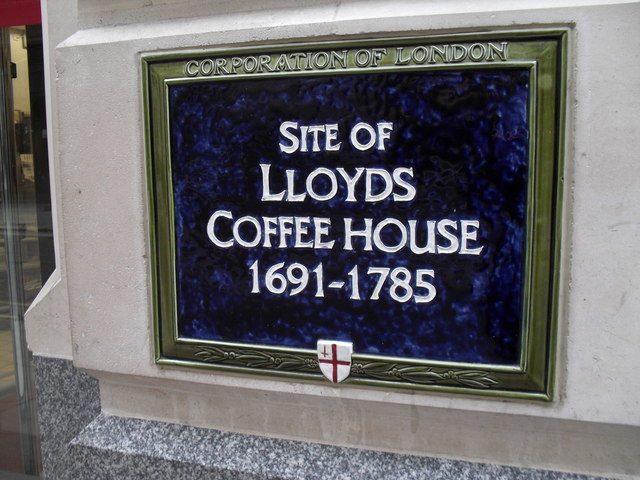
targa commemorativa sul sito dove sorgeva il Lloyd's Coffee House

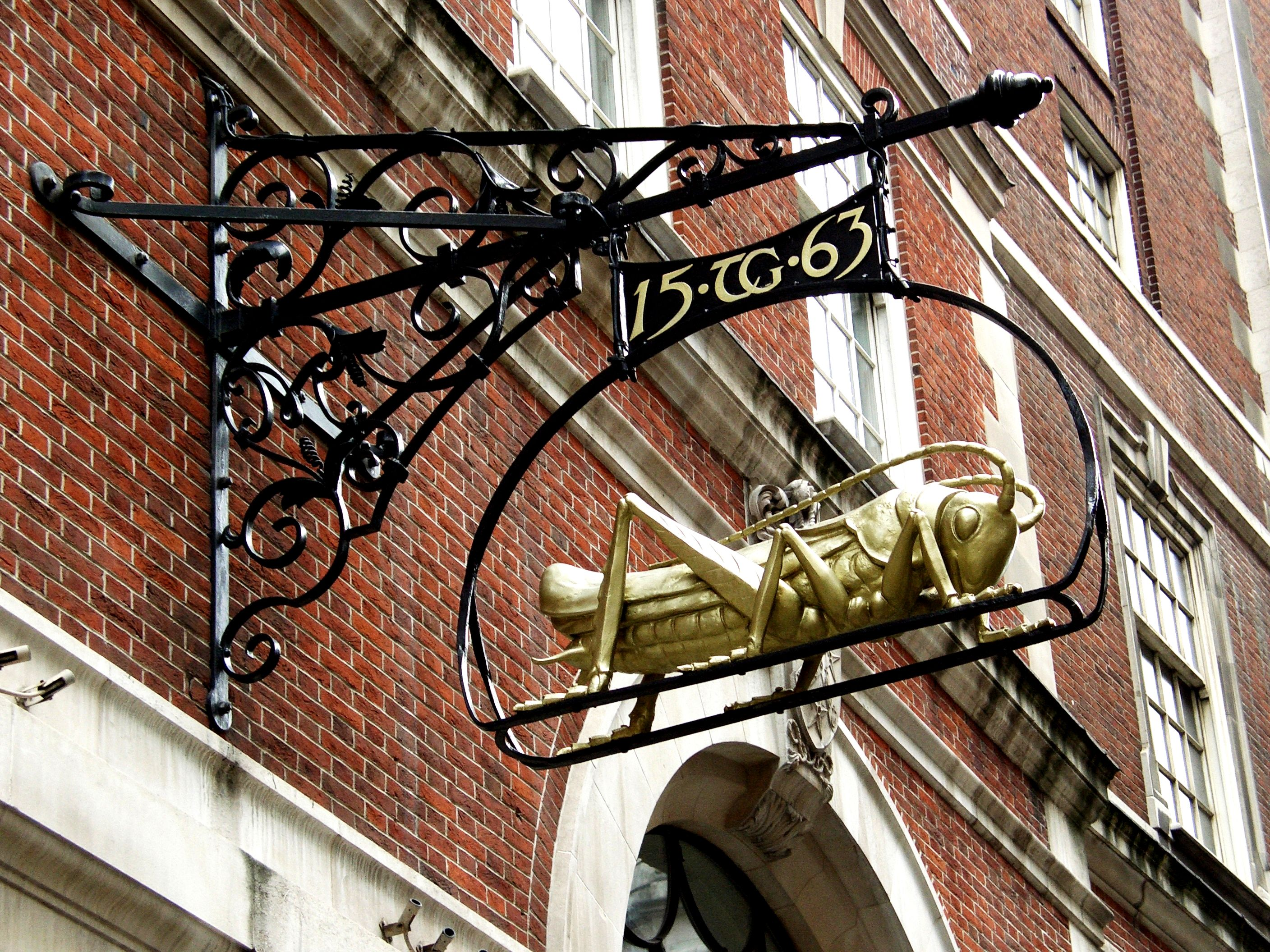
Il Gresham grasshopper

Lombard Street corrisponde approssimativamente al decumano della Londinium romana.
Il nome deriva dal fatto che il re Edoardo I d'Inghilterra concesse il terreno lungo la strada ai prestatori su pegno originari dell'Italia settentrionale (allora chiamata complessivamente "Lombardia"), ovvero i Lombardi; in particolare, l'attività delle agenzie di pegno (o "casane"), fu iniziata dai banchieri della città di Asti.
Fra il 1691 e il 1785 ebbe sede in Lombard Street la Lloyd's Coffee House, dove ebbero inizio i Lloyd's di Londra, il Lloyd's Register e il Lloyd's List. Il sito è ora occupato da un supermercato, ma una targa ricorda l'antico caffè.
Fino agli anni ottanta molte banche inglesi avevano la loro sede in Lombard Street. In particolare al numero 54 c'era la sede della Barclays Bank e al numero 60 quella della Trustee Savings Bank, poi confluita nella Lloyds TSB.
Dal 1678 al 1829 ha avuto sede in Lombard Street anche il General Post Office e dal 1951 al 1996 l'ente The Institute of Bankers.

## Letteratura
Il poeta Alexander Pope nacque al numero 32 nel 1688.
Marx cita Lombard Street con riferimento all'attività bancaria e creditizia nel Capitale.